# What, No Men!
What, No Men! ist ein US-amerikanischer komödiantischer Farb-Kurzfilm mit musikalischen Einlagen aus dem Jahr 1934, der unter der Regie von Ralph Staub für das Studio Warner Bros. entstand und 1935 uraufgeführt wurde.

## Handlung
Der Vertreter eines Gaswerkes und ein Polizist werden von verrückten Wissenschaftlern entführt und an einen Ort gebracht, an dem ein Indianerstamm lebt, der nur aus weiblichen Mitgliedern besteht. Die Wissenschaftler wollen dort Reaktionen und Verhalten der Männer erforschen.

## Bemerkungen
What, No Men! war 1935 für den Oscar für den besten humoristischen Kurzfilm nominiert, unterlag bei der Wahl jedoch Kenneth Macgowans Film La Cucaracha. Die Musik der Lieder schrieb Sammy Fain, die Texte verfasste Irving Kahal. Als Choreograf fungierte Bobby Connolly. Der Film wurde am 20. Mai 1935, also erst nach der Oscarverleihung, uraufgeführt. Der Film wurde in Technicolor gefilmt, der Ton ist wie für die Zeit üblich Mono. Es werden drei Musicalnummern aufgeführt:
- Scientific Gentlemen präsentiert von den verrückten Wissenschaftlern
- My Journey’s End präsentiert vom Polizist (Phil Regan)
- It Was a Dark and Stormy Night präsentiert von der Saloon-Besitzerin (Wini Shaw) und einem Chor

Im Vitaphone-Archive haben die beiden Filmrollen auf die der Film kopiert wurde die Inventarnummern 1704 und 1705. 2010 wurde der Film von Warner Home Video auf der DVD Vitaphone Cavalcade of Musical Comedy Shorts Collection wiederveröffentlicht. Eine Tanznummer aus dem Film wurde 1944 im Film Musical Movieland zweitverwertet.
Der Artikel spielt mit einer klischeehaften Wild-West-Romantik – ein Saloon mit Bardame, Pokerspiel, ein Cowgirl und hölzerner Wildweststadt – und verzichtet auch nicht auf ethnische Klischees von unterentwickelten Ureinwohnern, denen klassische Attribute wie das Tipi oder das typische Indianer-Kanu zugeschrieben werden. Dennoch geht der Film mit einer Romanze zwischen weißem Amerikaner und indianischer Ureinwohnerin über eigentlich noch herrschende Schranken hinweg. Neben den Wildwest-Grundelementen des Films spielt er des Weiteren mit Science-Fiction- und vor allem Retro-Futuristischen Elementen.